# Ватиканський геліпорт

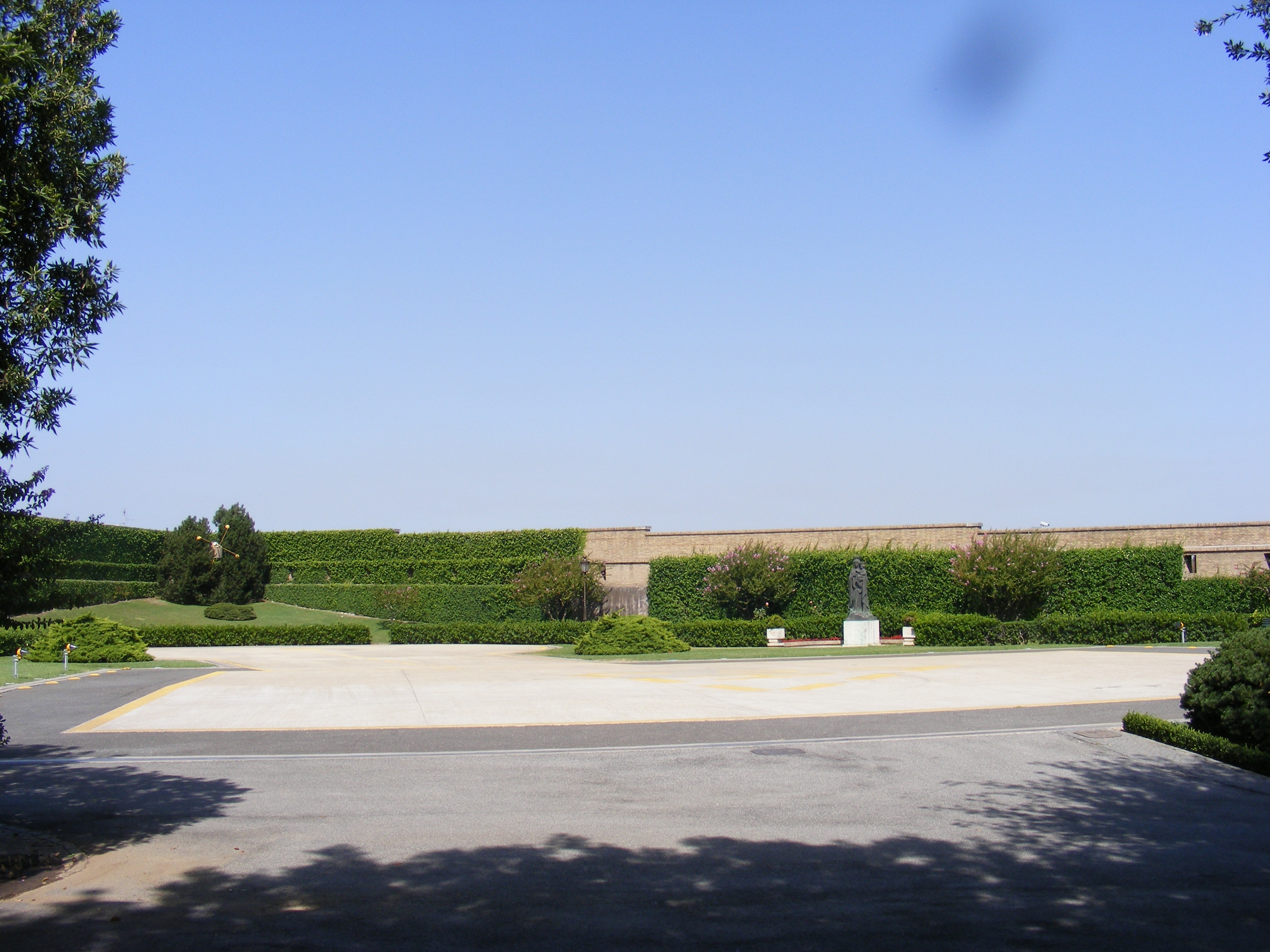
Ватиканський геліпорт

Ватика́нський геліпо́рт (лат. Portus Helicopteror) — цивільний вертолітний аеровокзал на території держави Ватикан.
Ватиканський геліпорт знаходиться на південному заході Ватикану на крайньому західному бастіоні Ватиканської стіни (Bastione Paolo VI). Роль геліпорту — зв'язок Ватикану з міжнародними аеропортами Фіумічіно і Чампіно (знаходяться у Римі), в яких для потреби Ватикану знаходиться в постійній готовності один із літаків італійський ВПС. Крім цього, в літні місяці зі злітного майданчика Ватиканського геліпотру папа добирається до своєї літньої резиденції в Кастель Гандольфо, що на Альбанському озері.
Будівництво Ватиканського геліпорту розпочато за наказом папи Павла VI і відкрито у 1976 році. Ватиканським геліпортом користуються також іноземні голови держав, що прибувають у Ватикан із офіційним візитом, та інші високопоставленні гості, щоб уникнути втрати часу під час проїзду через жвавий автомобільний рух у Римі.